# Eastern Pennsylvania Basketball League 1946-1947
La stagione EPBL 1946-47 fu la 1ª della Eastern Pennsylvania Basketball League. Parteciparono 6 squadre in un unico girone.

## Squadre partecipanti
- Allentown Rockets
- Binghamton Triplets/ Pottsville Pros
- Hazl. Mount.ers
- Lancaster R. Roses
- Reading Keys
- Wilkes-B. Barons

## Classifica
| Squadra                             | V  | P  | %    | GB   |
| ----------------------------------- | -- | -- | ---- | ---- |
| Wilkes-Barre Barons                 | 22 | 5  | 81,5 | -    |
| Lancaster Red Roses                 | 20 | 10 | 66,7 | 3,5  |
| Reading Keys                        | 15 | 13 | 53,6 | 7,5  |
| Hazleton Mountaineers               | 11 | 17 | 39,3 | 11,5 |
| Allentown Rockets                   | 8  | 18 | 30,8 | 13,5 |
| Binghamton Triplets/Pottsville Pros | 7  | 20 | 25,9 | 15   |

## Play-off

### Semifinali
|  | Wilkes-Barre Barons | 45 – 41 | Reading Keys |  |

|  | Wilkes-Barre Barons | 62 – 58 | Reading Keys |  |

|  | Lancaster Red Roses | 76 – 63 | Hazleton Mountaineers |  |

|  | Lancaster Red Roses | 64 – 53 | Hazleton Mountaineers |  |

### Finale
|  | Lancaster Red Roses | 59 – 54 | Wilkes-Barre Barons |  |

|  | Wilkes-Barre Barons | 65 – 37 | Lancaster Red Roses |  |

|  | Wilkes-Barre Barons | 70 – 54 | Lancaster Red Roses |  |

### Tabellone
|  | Semifinali | Semifinali   | Semifinali |           |              | Finale       | Finale | Finale |  |
|  |            |              |            |           |              |              |        |        |  |
|  | 1          | Wilkes-Barre | 2          |           |              |              |        |        |  |
|  | 1          | Wilkes-Barre | 2          |           |              |              |        |        |  |
|  | 3          | Reading      | 0          |           |              |              |        |        |  |
|  | 3          | Reading      | 0          |           | Wilkes-Barre | Wilkes-Barre | 2      |        |  |
|  |            |              |            |           | Wilkes-Barre | Wilkes-Barre | 2      |        |  |
|  |            |              | Lancaster  | Lancaster | 1            |              |        |        |  |
|  | 4          | Hazleton     | Lancaster  | Lancaster | 1            | 0            |        |        |  |
|  | 4          | Hazleton     |            |           |              |              |        |        |  |
|  | 2          | Lancaster    | 2          |           |              |              |        |        |  |

## Vincitore
| Campione EPBL 1947              |
| ------------------------------- |
| Wilkes-Barre Barons (1º titolo) |